# Pantydia canescens
Pantydia canescens là một loài bướm đêm trong họ Erebidae.